# 油外洩

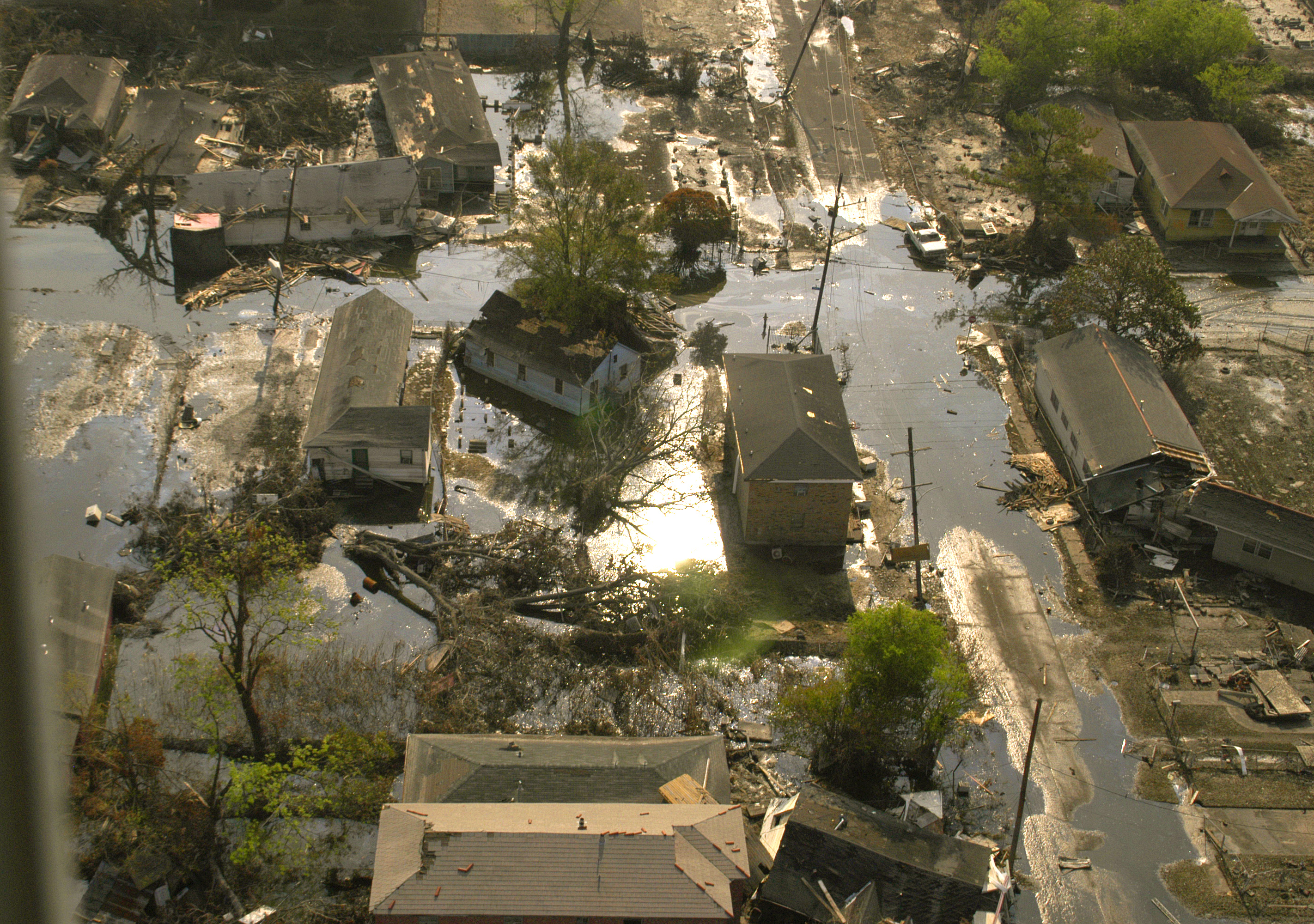
卡崔娜颶風肆虐美國路易斯安那州後，鄰近紐奧良的查爾梅特泡在滿是油污的污水中。颶風將石油公司設在當地的儲油槽連根拔起，溢出的油汙隨洪水蔓延了整個社區

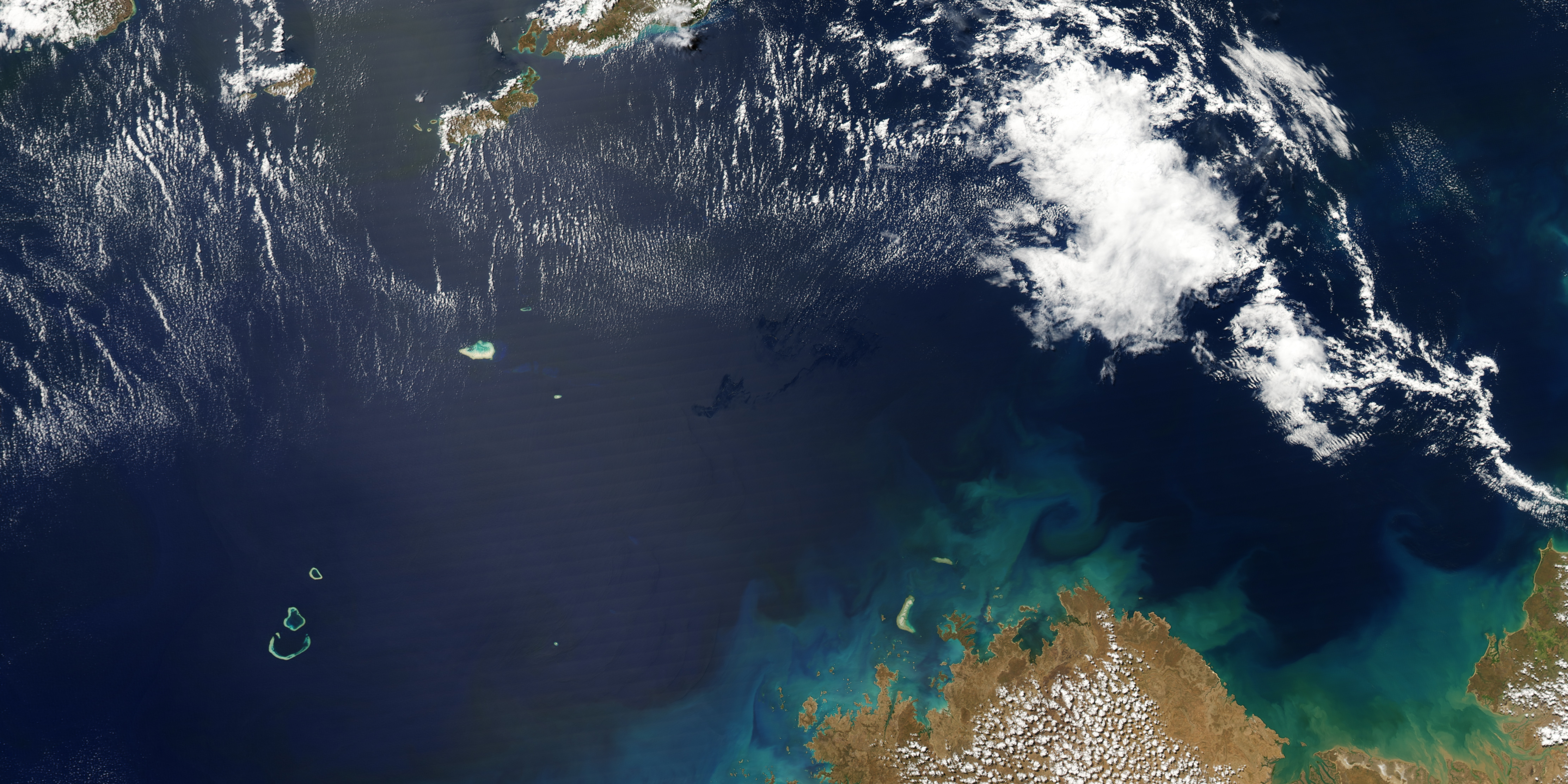
2009年蒙塔拉油田油污事件期間，Terra衛星所拍攝到帝汶海海面上的油污。此為澳洲迄今最嚴重的漏油事故，井口平台溢出的原油耗時近十週才被清完，更引起鄰國印尼向石油公司要求巨額賠款

漏油事件，是一種因人類活動而導致石油、柴油等油污洩漏的意外。漏油事件的結果可能會造成水污染，並影響海洋生態，需要花費很多的金錢來處理。
一般來說，漏油事件通牽涉油輪，因為油輪船身受損導致漏油，使油污排到水中造成污染。一些外洩事件也會發生在陸地上，油槽如果爆炸會波及到鄰近地區。

## 定義

### 中国中華人民共和國法律定義
此外根據中華人民共和國的法律，漏油事件的肇事者將處罰以二萬元以上的罰款。

以下是關於油外洩的法律定義：

油污損害，是指由於油輪逸出或排放油類後，在油輪本身以外因污而產生的滅失或損害，不論這種逸出或排放發生在何處，但滅失或損害必須是發生在任何一個國家的領土上，包括領海，並包括預防措施費用，以及由於預防措施而造成的進一步滅失或損害。但間接的或推測的或者並不是直接由於此項逸出或排放所造成的滅失或損害，應予除外。

### 臺灣中華民國法律定義
台灣的法律，所謂界定範圍如下：

一、油輪發生事故，造成油污外洩或有油污外洩之虞者。二、船舶發生海難或其他意外事件，造成船舶載運物質或油污外洩，導致危害人體健康、嚴重污染環境之虞者。三、因油污排洩，造成嚴重海洋環境污染者。
台灣政府還以污染程度做情況，分為三級。低級屬於小型外洩，情況為油外洩或有外洩之虞未達一百公噸，由海岸管理機關或地方政府應付。達到一百公噸至七百公噸的，油政府部會（如交通部、環保署、海巡署等等）負責應付。超過七百公噸的屬於第三級重大外洩，就由「重大海洋油污染緊急應變小組」成立油污染緊急應變中心執行應變。。

## 油外洩事件
- 1989年阿拉斯加港灣漏油事件

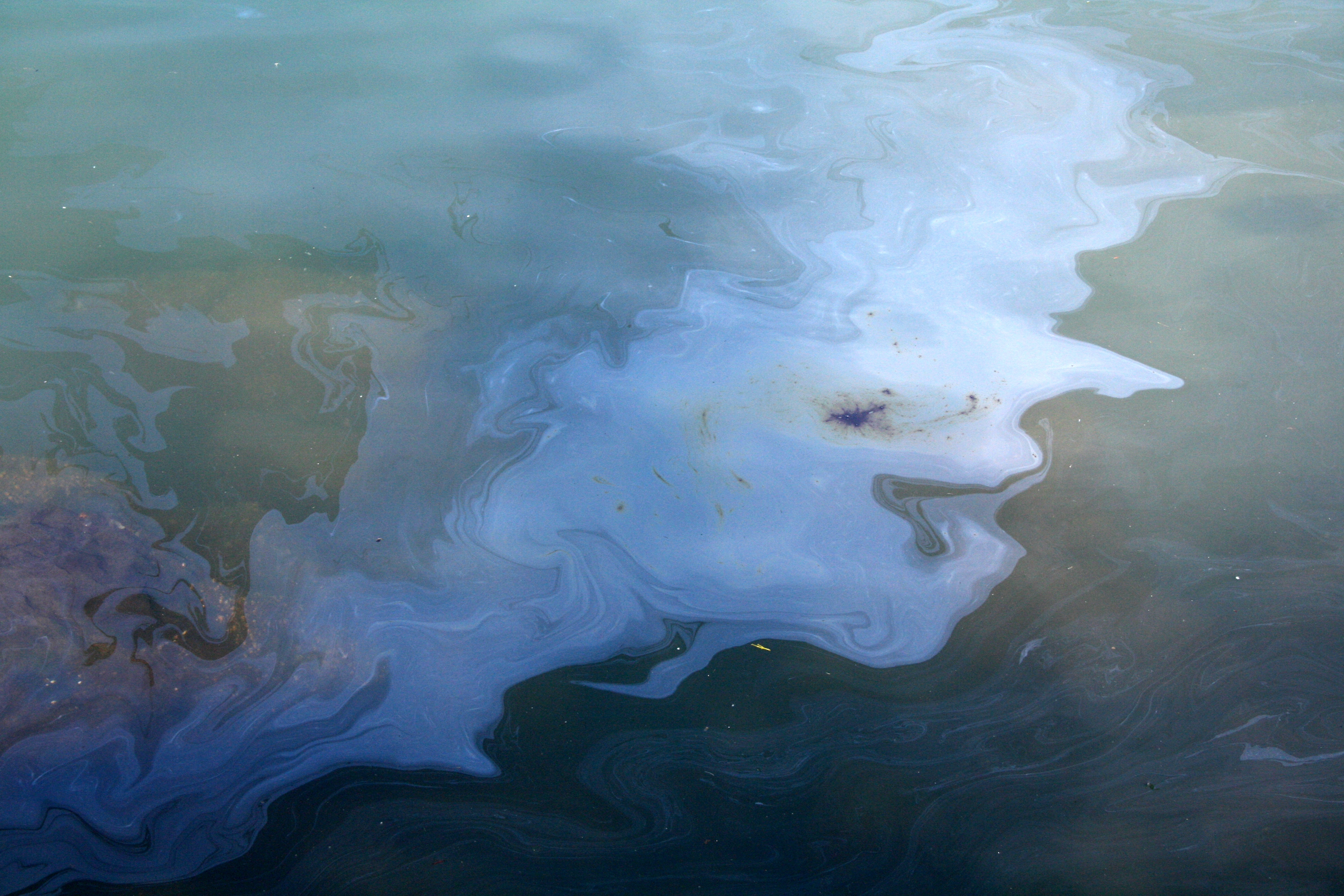
舊金山灣被油污污染

- 2001年1月14日，阿瑪斯號貨輪在墾丁東方海域擱淺並漏油，造成龍坑生態保護區的珊瑚礁被原油污染。
- 2007年11月7號，美國舊金山旁的海灣發生了20年來最嚴重的漏油事件，中國船隻中遠釜山號（Cosco Busan）撞上了大橋西側的橋墩，使大約22萬公升的燃油外洩到海灣[5]。
- 2007年12月7號，韩国泰安郡万里浦外海發生河北精神號漏油事故。
- 2009年3月11號，太古輪船公司（Swire Shipping）旗下的貨輪太平洋冒險家（Pacific Adventurer）因為遭遇惡劣天氣，在澳洲外海漏油達20萬公升。事後船公司向澳國政府賠償2100萬美元[6]。
- 2010年4月20日墨西哥灣漏油事故
- 2017年6月26日到7月3日，台灣中油股份有限公司馬公行銷中心湖西庫區16號油槽漏油共8天，漏油量達6萬8千4百公升95無鉛汽油，污染地下水造成「總石油碳氫化合物」濃度超標3.3倍達每公升33.2毫克。[7][8][9]